# Araneus tonkinus
Araneus tonkinus là một loài nhện trong họ Araneidae.
Loài này thuộc chi Araneus. Araneus tonkinus được Eugène Simon miêu tả năm 1909.